# Spay (Allemagne)
Pour les articles homonymes, voir Spay.
Spay est une commune allemande, située dans l'arrondissement de Mayen-Coblence et l'État fédéré Rhénanie-Palatinat et se trouve sur la rive gauche du Rhin, 12 km au sud de Coblence.

## Jumelage
Spay (France)